# 非致命性武器
非致命性武器是一种不以杀伤为目的武器，也称之为失能武器、软杀伤武器、低致命武器、非致死武器、顺从武器或者痛苦诱导武器等装备。区别于传统的枪支或刀械等具备强力杀伤作用的武器，人们通常理解在使用武力的地方无意或意外的伤亡是难以避免的，但非致命武器试图将伤亡风险（如严重/永久性伤害或死亡）降至最低。一些组织更倾向于使用“低致命”一词，因为它比“非致命”更准确地描述了死亡风险，有些人认为“非致命”是一个误导性的词汇。

## 类型
- 声音武器：音波炮、次声波发生器等；
- 光学武器：激光致盲武器、低能激光发射器、闪光弹等；
- 觸覺武器：紅外線照射、微波槍、瘙痒水、辣椒水等，
- 味觉武器：臭味弹、催泪弹、催淚瓦斯、煙霧等；
- 针对电子机械的非致命性武器：石墨炸弹、电脑病毒及木马等；
- 其他类别：电击枪、套索槍、網槍、泡沫炸弹，例如FN 303非致命性弹藥發射器，其使用、漆彈等。[3]，以初速較低、殺傷力減低，有別於軍用武器，運用於群眾示威、監獄暴動。[4]

## 运用范围

### 军用
在现代战场上，有时候军队进入敌国领土，面临充满敌意但是却无法识别的平民，军队不得不使用非致命性武器确保军事行动符合国际交战法理。比如美军曾经在索马里试用具有粘性的凝胶，使部分索马里士兵和军事装备被粘在一起，给索马里民兵的行动制造障碍。

### 警用
警用非致命性武器，广泛用于镇压暴乱、制服恐怖分子和处理小规模极端事件，例如，劫持人质、持械拘捕等。运用较多的包括、橡皮子弹、M234防暴彈發射器、鎮暴霰彈槍、胡椒噴霧和电击枪等。

## 外部連結
- Council on Foreign Relations Independent Task Force Report on Nonlethal Weapons
- usmilitary.about.com (Non-lethal weapons)
- Weapons of Mass Protection, Air Force Journal article on Nonlethal Weapons.
- The Sunshine Project, 'Non-Lethal' Incapacitating (Bio)Chemical Weapons (website)
- Centre for Conflict Resolution, Department of Peace Studies, Bradford Non-Lethal Weapons Research Project (BNLWRP), Research Report No. 8
- Time - Beyond the rubber bullet （页面存档备份，存于）
- Less-Lethal.org - Non Lethal and Less Lethal Law Enforcement Technologies （页面存档备份，存于）. Hosted by the International Association of Chiefs of Police (IACP).
- US Deptment of Defense Non-Lethal Weapons Program （页面存档备份，存于）.
- Non-Lethal Projectile Manufacturer and Exporter
- （页面存档备份，存于）